# تشارلز ر. جونسون
تشارلز ر. جونسون (بالإنجليزية: Charles R. Johnson)‏ هو سياسي أمريكي، ولد في 1830، وتوفي في 1904.